# Hoshiarpur (huyện)
Huyện Hoshiarpur là một huyện thuộc bang Punjab, Ấn Độ. Thủ phủ huyện Hoshiarpur đóng ở Hoshiarpur. Huyện Hoshiarpur có diện tích 3310 ki lô mét vuông. Đến thời điểm năm 2001, huyện Hoshiarpur có dân số 1478045 người.